# TMC (TV-bolag)
TMC är Monacos nationella TV-bolag. Förut ägdes bolaget av fursten i Monaco, men ägs nu av det franska bolaget Groupe TF1. 
Nu inriktar sig inte bolaget på Monaco och dess nyheter, utan sänds över hela Frankrike och handlar också om Frankrike.